# Драган Алексић (историчар)
Драган Алексић (Алексинац, 7. новембар 1956) српски је историчар.
Основну школу и гимназију завршио је у Алексинцу а студије историје на Филозофском факултету у Београду 1980. године. Магистрирао је 1984. а докторирао 1997. године тезом Привреда Србије у Другом светском рату на Филозофском факултету у Београду. Од фебруара 1981. запослен је у Институту за новију историју Србије.
Алексић се бави изучавањем студентске штампе, руском емиграцијом у Краљевини Југославији, партизанским покретом и економском проблематиком у међуратном периоду и Другом светском рату.

## Важнији радови
- Партизански одреди у западној Србији у зиму 1941/1942. године (магистарски рад)
- Токови револуције 19 (1986. године), стране 251-339
- Студентска штампа у Београду после 1945. године, Београд 1988. године
- Руски-студенти емигранти на Београдском унуверзитету између два светска рата, Токови 1-2 (1992. година)
- Међународни привредни положај Југославије пред Други светски рат, Србија у модернизацијским процесима 20. века, Београд 1994. године.